# Polizeiruf 110: Sumpf
Sumpf ist ein deutscher Kriminalfilm von Marijan D. Vajda aus dem Jahr 1999. Es ist die 207. Folge innerhalb der Filmreihe Polizeiruf 110 und der 9. Fall für Schmücke und Schneider. Die Kommissare ermitteln in einem Mordfall an einem Journalisten.

## Handlung
Nachdem der Journalist Jürgen Loock durch eine Autobombe getötet worden ist, versuchen die Kommissare Schmücke und Schneider den Täter und die Hintergründe herauszufinden. Die Tochter des Toten, Meike, verhält sich aus Sicht der Kommissare merkwürdig, und aufgrund der Erbmasse von 2,4 Millionen Mark wäre auch ihre Täterschaft nicht auszuschließen. Sie übergibt der Polizei eine Diskette mit den Arbeiten ihres Vaters, die allerdings derart verschlüsselt ist, dass die Dateien zunächst nicht lesbar sind. Obwohl der Code zur Entschlüsselung in einem Buch zu finden war, welches Meike Loock von der Freundin ihres Vaters erhalten hatte, nützt dies nichts mehr, weil es einem Unbekannten gelingt, die Diskette zu zerstören.
Die Analyse der Zahlungseingänge des Opfers bringt horrende Summen für eine angebliche PR-Beratung verschiedener Firmen zu Tage. Darunter sind auch die „Rink Bau GmbH“, die gerade ein neues Stadtklinikum baut, und die „Saturn-Consulting“. Schmücke vermutet dahinter eine Art Schweigegeld, damit der Journalist gewisse Sachen über diese Firmen nicht veröffentlicht.
Der Mitinhaber der „Rink Bau GmbH“, Thomas Bartkowiak, wird eines Tages erschossen aufgefunden. Auch wenn das Ganze nach Selbstmord aussieht, und er in einem Abschiedsbrief den Mord an Jürgen Loock gesteht, ist den Ermittlern klar, dass Bartkowiak nur ein Bauernopfer ist. Sie sind bereits hinter eine groß angelegte Grundstücksspekulation gekommen, bei der Bartkowiak Peter Rink („Rink Bau GmbH“) zu Grundstücken verholfen hatte, die demnächst lukratives Bauland werden sollten. So stellen die Kommissare mit Hilfe von Meike Loock Peter Rink eine Falle und können ihn am Ende wegen zweifachen Mordes festnehmen.

## Erstausstrahlung
Sumpf wurde am 21. Februar 1999 im Ersten zur Hauptsendezeit erstmals ausgestrahlt.

## Kritik
Die Kritiker der Fernsehzeitschrift TV Spielfilm vergaben eine mittlere Wertung (Daumen zur Seite) und merkten an: „Ein Fall für Freunde der Gelassenheit“.